# Omar Badsha
Omar Badsha (* 27. června 1945) je jihoafrický dokumentární fotograf, umělec, politický a odborový aktivista a historik. Je umělec samouk. Své umění vystavoval v Jihoafrické republice i v zahraničí. V roce 2015 získal cenu Arts & Culture Trust (ACT) za celoživotní dílo za vizuální umění. V roce 2017 obdržel čestný doktorát Doctor of Philosophy (DPhil) za průlomovou práci v oblasti dokumentární fotografie v Jihoafrické republice. Byl také oceněn prezidentským vyznamenáním The Order of Ikhamanga in Silver za „Jeho závazek k zachování historie naší země prostřednictvím průlomového a dobře vyváženého výzkumu a shromažďování profilů a událostí boje za osvobození“.

## Raný život
Badsha se narodil v Durbanu, KwaZulu-Natal dne 27. června 1945. Je součástí třetí generace Jihoafričanů indického původu a pochází z gudžarátské muslimské sunnitské rodiny Bohra. Jeho otec Ebrahim Badsha byl jedním z jihoafrických průkopníků černošských umělců a zakládajícím členem organizace Bantu, Indian, Colored Arts (BICA), kterou založili durbanští umělci v roce 1951. Jeho umění bylo ovlivněno otcovým nadšením pro arabskou kaligrafii, uměleckým dílem Cecila Skotnese a později v životě dílem Dumila Feniho. 

## Příspěvky
Na počátku 60. let produkoval Badsha „umění odporu“ a získal řadu ocenění včetně ceny sira Basila Schonlanda v roce 1965 a Oppenheimerovy ceny v roce 1969 poté, co byla jeho práce uvedena na výstavě Artists of Fame and Promise v Johannesburgu. Badshaovo umění se objevilo na mnoha výstavách v roce 1970, jeho první samostatná výstava se konala v Artists Gallery v Kapském Městě. Během studií na střední škole se stal aktivistou proti apartheidu. Byl jedním z aktivistů, kteří v 70. letech obnovili Natalský indický kongres a nezávislé levicové odborové hnutí, které vyrostlo ze slavných stávek v Durbanu v roce 1973. Badsha založil a byl prvním tajemníkem Chemického dělnického průmyslového svazu.  Během této doby byl zadržován a vyšetřován. Byl mu odepřen cestovní pas a až do roku 1990 mu nikdy nebylo dovoleno vycestovat za hranice.
V roce 1982 Badsha spoluzaložil mnohonárodnostní organizaci Afrapix.
Pořízovali fotožurnalistické fotografie projevů a dopadů apartheidu s cílem vytvořit obrazovou knihovnu a „podněcovat dokumentární fotografii“. V roce 1987 pomohl založit Centrum dokumentární fotografie na Univerzitě v Kapském Městě. Badsha byl vedoucím fotografické jednotky Druhé Carnegieho komise pro chudobu a rozvoj. Studie se snažila revidovat výsledky první korporační studie zadáním dalšího výzkumu chudoby v Jihoafrické republice, který by se zaměřoval na černé i bílé Jihoafričany. Na Univerzitě v Kapském Městě se konala výstava fotografií zařazených do studie druhé Carnegieovy komise pro chudobu a rozvoj. Badsha se nemohl zúčastnit zahájení výstavy, protože byl zadržen. Výstava se později konala po celých Spojených státech a vznikla z ní kniha s názvem South Africa: The Cordoned Heart. Je také zakladatelem South African History Online SAHO, který založil v roce 1999 a je největším historickým webem Jihoafrické republiky.  Badsha provozuje SAHO a v roce 2009 web vyhrál jihoafrickou koalici NGO Web Awards v kategorii Nejlepší využití sociálního webu.
Je autorem řady fotografických knih. Jeho první knihou, kterou napsal spolu s Fatimou Meerovou, byl A Letter to Farzanah.  Zveřejnil ji Institut pro černošský výzkum na University of Natal. Kniha byla zakázána ihned po svém vydání v roce 1979. Vycházel z dopisu jeho dceři Farzanah. Kniha obsahuje 67 fotografií černošských dětí žijících v apartheidu v Jihoafrické republice spolu s klíčovými novinovými články. Jeho kniha Imijondolo: A Photographic Essay on Forced Removals in the Inanda District of South Africa byla vydána v roce 1985. Kniha byla inspirována jeho prací jako místního agenta sociální změny v neformální osadě Inanda nacházející se mimo Durban v Jihoafrické republice.